# Casa Jáuregui
La Casa Jáuregui, situada en el centro de la localidad de Vergara, Guipúzcoa, es un edificio de estilo gótico tardío y renacentista construido en el siglo XVI.
Se encuentra, concretamente, al lado de la plaza San Martín de Aguirre y el seminario de Nobles de Vergara, de Ondartza Dorrea y de Moiua Barrena Jauregia. Este monumento arquitectónico está considerado Patrimonio cultural de Guipúzcoa.

## Historia
A pesar de que en sus comienzos su estructura original fuese de tres plantas, la planta baja de sillar la cual contaba con un arco adovelado, el primer piso o planta noble que tenía en su fachada el relieve con motivos vegetales y un ático decorado con un esgrafiado geométrico , hoy en día está dividido en cinco plantas.
A finales del siglo XIX se llevaron a cabo una serie de reformas en el edificio. Aun así, la casa conservó la pieza heráldica que se encontraba en la primera planta y el relieve de la planta principal. La fachada de los nuevos pisos que crearon fue decorada con un esgrafiado inspirado en el esgrafiado original.
Unos estudios históricos solicitados por Xabier Aranburu, técnico de Cultura del Ayuntamiento de Vergara, y llevados a cabo por los profesores Pedro Echeverría Goñi y Jesús Gil Massa, determinaron la importancia artística que tenía el relieve figurativo de la fachada.
Una de las primeras reformas que se llevaron a cabo fue la del bajo relieve, en el que se llevaron a cabo trabajos de fijación y consolidación de las zonas que estaban en riesgo de pérdida. Gracias a esta reforma, llevaron a cabo una evaluación de los daños principales que sufría la fachada y se propuso la idea de hacer una completa restauración de la fachada.
En 2007 se llevó a cabo una segunda restauración integral, acompañada de unos estudios sobre la técnica de ejecución, la historia material y el estudio histórico artístico. Esta segunda reforma se basó en eliminar las patologías detectadas, en hacer una limpieza, consolidación y reconstrucción de algunas pérdidas y en la colocación de protectores en las zonas que tenían riesgo de deteriorarse.

## Características

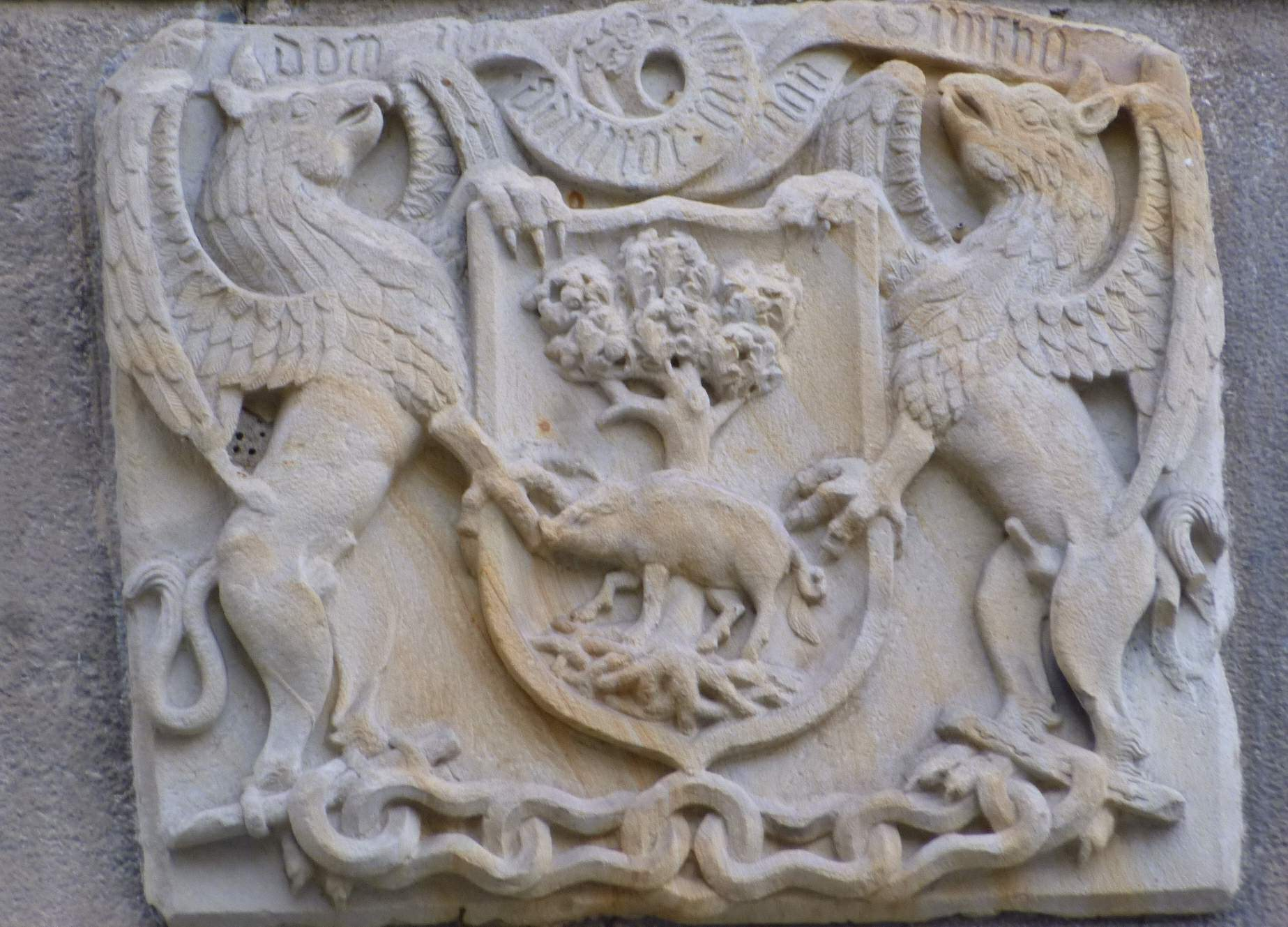
Escudo de la Casa Jáuregui

A pesar de que a lo largo de los años ha sufrido grandes reformas, nunca ha perdido su belleza y su singularidad. El esgrafiado de motivos naturales entremezclados con las imágenes de animales y personajes, le ha aportado siempre una originalidad con la que no cuentan otros monumentos arquitectónicos. Los grabados de este edificio de estilo gótico tardío, están inspirados en los grabados alemanes que se realizaban a finales el siglo XV y principios del XVI. Las puertas superiores cuentan, también, con un esgrafiado de motivos geométricos. Esta obra, inspirada en los grabados germánicos, es única y excepcional en Guipúzcoa.
A día de hoy este edificio tiene casas particulares, por lo tanto solo puede ser visitada por fuera. 

#### Relieves
En la fachada de esta casa encontramos diferentes relieves. En el paramento de la primera planta, puede apreciarse un relieve figurativo que cubre la fachada cual tapiz. En el ático, sin embargo, ese relieve deja de ser figurativo para convertirse en geométrico. Los bajos relieves, que se encuentran sobre un fondo armado por motivos vegetales y en el que encontramos flores, frutos, aves, y niños desnudos,  muestran  diversas parejas de reyes, todas con sus coronas y centros. Sobre la ventana se ven las siguientes escenas: la caza del jabalí, el trovador y su dama y parejas de ciervos enfrentados. Este bajo relieve es el elemento más singular del edificio. 

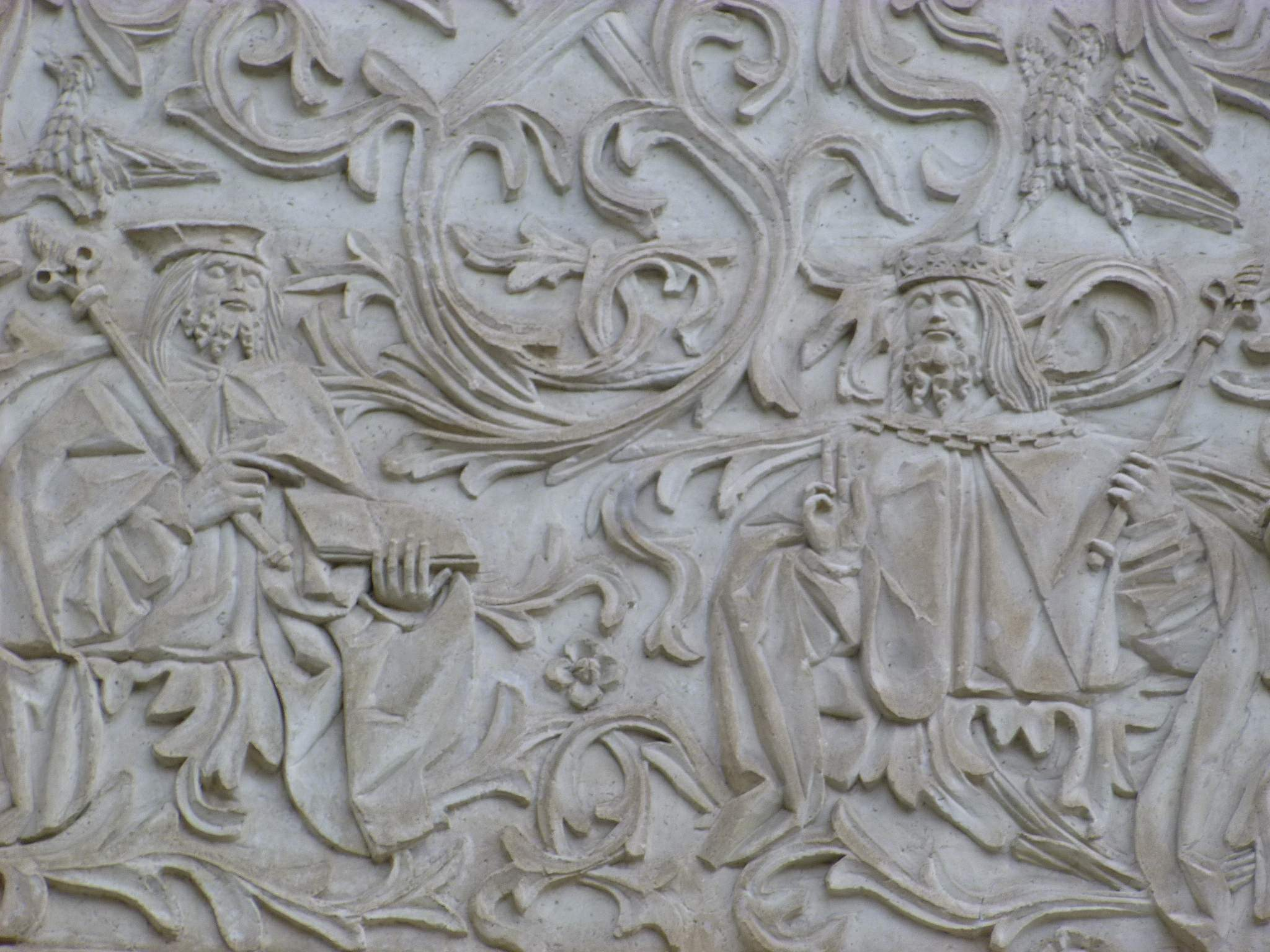
Detalles del relieve

Debajo de la ventana izquierda de la planta noble, se encuentran, además, unos motivos de carácter religioso, los únicos de toda la fachada.  Aquí se han representado a los cuatro evangelistas portando filacterias.
Tanto la parte superior de la fachada como la inferior, estás enmarcadas por una cornisa. La parte lateral, sin embargo, está enmarcada por un cordón decorativo muy típico de la época en la que estas inspirados todos estos relieves. 
Las imágenes de los relieves que se encuentran en la fachada cuentan con un gran realismo que está estilísticamente enlazado con la temática que se empleaba a finales de la Edad Media y el realismo del gótico tardío.
La decoración de la parte exterior del edificio hace, como contraste, que este monumento arquitectónico sea la primera casa palacial de la época de toda la provincia.

## Monumentos relacionados
- Iglesia de San Pedro de Ariznoa
- Casa Arrese
- Casa Ondarza
- Torre Moyua
- Real Seminario